# Trechus fulvus fulvoides
Trechus fulvus fulvoides é uma subespécie de insetos coleópteros pertencente à família Carabidae.
A autoridade científica da subespécie é Jeanne, tendo sido descrita no ano de 1974.
Trata-se de uma subespécie presente no território português.